# Ich wollte nie einer von denen sein
Ich wollte nie einer von denen sein ist das erste Studioalbum des österreichischen Austropop-Musikers und Liedermachers Rainhard Fendrich aus dem Jahre 1980.

## Hintergrund
Es ist Fendrichs Erstlingswerk und man hat den Eindruck, dass er verschiedene Musikstile ausprobiert. Diese frühen Erfahrungen prägten sein künstlerisches Schaffen, das 1980 mit dem rebellischen Album Ich wollte nie einer von denen sein startete.
Die Singleauskoppelung Zweierbeziehung (Gestern hat mi’s Glück verlassen) stieg am 1. April 1981 in die österreichischen Charts ein und erreichte Platz 16, die Single mit der B-Seite Leben blieb vier Wochen, bis zum 15. Mai 1981, in den Charts.

## Titelliste
1. Heut sauf i mi an – 3:09
2. Mundgeruch – 1:59
3. Halt mi net für’n narrn – 3:29
4. Kommune – 2:32
5. Menschen – 3:15
6. Leben – 5:33
7. Disco-Baby – 1:53
8. Zweierbeziehung (Gestern hat mi’s Glück verlassen) – 3:26
9. Du sitzt vor mir – 3:48
10. Angst – 3:21
11. Kinder – 3:50
12. Ich wollte nie einer von denen sein – 3:16

## Chartplatzierungen
| ChartsChartplatzierungen | Höchstplatzierung | Monate |
| ------------------------ | ----------------- | ------ |
| Österreich (Ö3)          | 16 (1 Mt.)        | 1      |